# Magic Magic
Magic Magic est un thriller américain réalisé par Sebastián Silva, sorti en 2013.

## Synopsis
Pendant ses vacances au Chili, Alicia, une jeune Américaine réservée, se retrouve embarquée par sa cousine Sara et sa bande d'amis sur une île isolée.
Personne ne fait vraiment d'effort pour intégrer Alicia. Elle se replie de plus en plus sur elle-même et commence à perdre peu à peu ses facultés mentales sans que le groupe n’y prenne garde…

## Fiche technique
- Titre original : Magic Magic
- Réalisation : Sebastián Silva
- Scénario : Sebastián Silva
- Directeur artistique : Amparo Baeza
- Photographie : Christopher Doyle
- Montage : Alex Rodriguez
- Musique : Daniel Bensi
- Superviseur musique : Paul Urmson
- Production : David Bernard, Frida Torresblanco, Christine Vachon
- Production executive : Todd Remis
- Sociétés de production : Braven Films, Killer Films, Rip Cord Productions
- Distribution:  États-Unis: Falcon Films /  France : Wild Side Films, Le Pacte
- Pays de production :  États-Unis
- Langue originale : anglais
- Format : couleur
- Genre : Thriller, épouvante
- Durée : 97 min
- Dates de sortie :
  - États-Unis : 22 janvier 2013 (Festival du film de Sundance 2013)
  - France : 23 mai 2013 (Quinzaine des réalisateurs 2013, Festival de Cannes 2013)

## Distribution
- Juno Temple (VF : Karine Foviau) : Alicia
- Emily Browning : Sarah
- Michael Cera (VF : Paolo Domingo) : Brink
- Catalina Sandino Moreno (VF : Ethel Houbiers) : Barbara
- Agustín Silva (VF : Emmanuel Garijo) : Agustín
- Roxana Naranjo (VF : Daniela Cabrera Labbé) : Melda

Sources et légende : Version française (V. F.) sur RS Doublage

## Distinctions

### Récompenses
- Festival international du film de Catalogne 2013 : Meilleure actrice pour Juno Temple

### Nominations et sélections
- Festival du film de Sundance 2013 : sélection hors compétition « Park City at Midnight »
- Festival de Cannes 2013 : en compétition, sélection « Quinzaine des réalisateurs »